# Peter Thorneycroft, Baron Thorneycroft
George Edward Peter Thorneycroft, Baron Thorneycroft CH, PC (* 26. Juli 1909; † 4. Juni 1994 in London) war ein britischer Politiker.

## Biografie
Nach dem Besuch des Eton College leistete er von 1930 bis 1933 seinen Militärdienst bei der Royal Marine Artillery der British Army.
Seine politische Laufbahn begann er 1938, als er Vertreter der Conservative Party zum Mitglied des House of Commons gewählt wurde. Dort vertrat er zunächst den Wahlkreis Stafford. Bei der Unterhauswahl 1945 wurde er als Vertreter des Wahlkreises Monmouth wiedergewählt und war bis 1966 Abgeordneter des House of Commons.
Im Oktober 1951 wurde er von Premierminister Winston Churchill zum Präsidenten des Handelsamtes (Board of Trade) in dessen Kabinett berufen und behielt dieses Amt auch unter Churchills Nachfolger Anthony Eden bis Januar 1957.
Im Januar 1957 berief ihn Premierminister Harold Macmillan zum Schatzkanzler und Lord High Treasurer in die Regierung. Allerdings trat Thorneycroft bereits im Januar 1958 von diesen Ämter gemeinsam mit seinem Parlamentarischen Finanzsekretär Enoch Powell und seinem Parlamentarischen Wirtschaftssekretär Nigel Birch aus Protest gegen die Pläne der Regierung über wachsende Ausgaben zurück.
1960 wurde er jedoch als Luftfahrtminister wieder in die Regierung Macmillan berufen und übernahm nach einer Kabinettsumbildung 1962 das Amt des Verteidigungsministers. Dieses behielt er auch in der nachfolgenden Regierung von Premierminister Alec Douglas-Home. Von April bis Oktober 1964 war er schließlich kurzzeitig nunmehr unter der neuen Amtsbezeichnung Secretary of State for Defence weiterhin für die Verteidigungspolitik Großbritanniens zuständig.
Am 4. Dezember 1967 wurde als Life Peer mit dem Titel Baron Thorneycroft, of Dunston in the County of Stafford, in den Adelsstand erhoben und dadurch zum Mitglied des House of Lords.
Zwischen 1975 und 1981 war er Vorsitzender (Chairman) der Conservative Party.